# Llista de topònims del Catllar
Llista de topònims (noms propis de lloc) del municipi del Catllar, al Tarragonès
Informació actualitzada per un bot. Els canvis manuals es perdran quan s'actualitzi!

## cabana
| imatge | Nom                  | Ubicat a   | instància de | Detalls | coordenades                                                         | Protecció | Commons (més fotos) | Dades a WD                    |
| ------ | -------------------- | ---------- | ------------ | ------- | ------------------------------------------------------------------- | --------- | ------------------- | ----------------------------- |
|        | caseta del Silvestre | el Catllar | cabana       |         | 41° 10′ 45″ N, 1° 19′ 34″ E / 41.179248890861°N,1.326245096325°E    |           |                     | Modifica les dades a Wikidata |
|        | corral d'en Neri     | el Catllar | cabana       |         | 41° 10′ 45″ N, 1° 18′ 37″ E / 41.1792123392163°N,1.31017510461816°E |           |                     | Modifica les dades a Wikidata |
|        | el Corralet          | el Catllar | cabana       |         | 41° 10′ 41″ N, 1° 17′ 56″ E / 41.1780836130073°N,1.29897375607976°E |           |                     | Modifica les dades a Wikidata |
|        | la Closa del Biel    | el Catllar | cabana       |         | 41° 11′ 33″ N, 1° 19′ 03″ E / 41.1924439762249°N,1.3175380034237°E  |           |                     | Modifica les dades a Wikidata |
|        | pallissa de Salort   | el Catllar | cabana       |         | 41° 10′ 16″ N, 1° 19′ 27″ E / 41.1712009151515°N,1.324089717733°E   |           |                     | Modifica les dades a Wikidata |

## casa
| imatge | Nom                       | Ubicat a   | instància de | Detalls                                          | coordenades                                                                    | Protecció                                  | Commons (més fotos)             | Dades a WD                    |
| ------ | ------------------------- | ---------- | ------------ | ------------------------------------------------ | ------------------------------------------------------------------------------ | ------------------------------------------ | ------------------------------- | ----------------------------- |
|        | Cal Boronat               | el Catllar | casa         | Estil: modernisme català arquitectura modernista | 41° 10′ 32″ N, 1° 19′ 31″ E / 41.175482°N,1.325322°E                           | bé integrant del patrimoni cultural català | Cal Boronat                     | Modifica les dades a Wikidata |
|        | Casa Fortuny              | el Catllar | casa         | Estil: arquitectura modernista 1907              | 41° 10′ 32″ N, 1° 19′ 31″ E / 41.175514°N,1.325295°E ca:carrer de Cavallers, 6 |                                            |                                 | Modifica les dades a Wikidata |
|        | casa del carrer Major, 17 | el Catllar | casa         |                                                  | 41° 10′ 31″ N, 1° 19′ 33″ E / 41.175317°N,1.325866°E                           | bé integrant del patrimoni cultural català | Casa del segle XVI (el Catllar) | Modifica les dades a Wikidata |

## cova
| imatge | Nom            | Ubicat a   | instància de | Detalls | coordenades                                                         | Protecció | Commons (més fotos) | Dades a WD                    |
| ------ | -------------- | ---------- | ------------ | ------- | ------------------------------------------------------------------- | --------- | ------------------- | ----------------------------- |
|        | Cova Fumada    | el Catllar | cova         |         | 41° 09′ 50″ N, 1° 17′ 35″ E / 41.1639704301469°N,1.29298589446483°E |           |                     | Modifica les dades a Wikidata |
|        | Cova Manena    | el Catllar | cova         |         | 41° 11′ 06″ N, 1° 20′ 06″ E / 41.1849878787328°N,1.33502933931788°E |           |                     | Modifica les dades a Wikidata |
|        | coves de Tomàs | el Catllar | cova         |         | 41° 09′ 27″ N, 1° 18′ 45″ E / 41.1574044156991°N,1.31257085541937°E |           |                     | Modifica les dades a Wikidata |

## curs d'aigua
| imatge | Nom              | Ubicat a                             | instància de | Detalls                                                 | coordenades                                                                                              | Protecció | Commons (més fotos) | Dades a WD                    |
| ------ | ---------------- | ------------------------------------ | ------------ | ------------------------------------------------------- | --- | --------- | ------------------- | ----------------------------- |
|        | riu Gaià         | Conca de Barberà Alt Camp Tarragonès | curs d'aigua | Desemboca: mar Mediterrània Llarg: 59km Conca: 423.8km² | 41° 31′ 55″ N, 1° 23′ 15″ E / 41.531903°N,1.38742°E 41° 07′ 53″ N, 1° 22′ 03″ E / 41.131362°N,1.367462°E |           | Gaià River          | Modifica les dades a Wikidata |
|        | torrent de Renau | província de Tarragona               | curs d'aigua | Desemboca: riu Gaià                                     | 41° 11′ 53″ N, 1° 19′ 36″ E / 41.198055555556°N,1.3266666666667°E                                        |           |                     | Modifica les dades a Wikidata |

## entitat singular de població
| imatge | Nom                 | Ubicat a   | instància de                                   | Detalls  | coordenades                                                                  | Protecció | Commons (més fotos) | Dades a WD                    |
| ------ | ------------------- | ---------- | ---------------------------------------------- | -------- | ---------------------------------------------------------------------------- | --------- | ------------------- | ----------------------------- |
|        | Bonaigua            | el Catllar | entitat singular de població                   | 93 hab   | 41° 10′ 22″ N, 1° 18′ 39″ E / 41.172658696695°N,1.3108455762513°E 120 msnm   |           |                     | Modifica les dades a Wikidata |
|        | Bonaire             | el Catllar | entitat singular de població                   | 67 hab   | 41° 09′ 45″ N, 1° 16′ 26″ E / 41.16252°N,1.27379°E 146 msnm                  |           |                     | Modifica les dades a Wikidata |
|        | Coll de Tapioles    | el Catllar | entitat singular de població                   | 162 hab  | 41° 11′ 02″ N, 1° 16′ 59″ E / 41.183958345467°N,1.2831327730383°E 147 msnm   |           |                     | Modifica les dades a Wikidata |
|        | Mas Vilet dels Pins | el Catllar | entitat singular de població                   | 198 hab  | 41° 10′ 36″ N, 1° 18′ 16″ E / 41.17653421°N,1.30448699°E 137 msnm            |           |                     | Modifica les dades a Wikidata |
|        | Masieta de Salort   | el Catllar | entitat singular de població                   | 2 hab    | 41° 10′ 58″ N, 1° 16′ 57″ E / 41.18268336°N,1.282567978°E 170 msnm           |           |                     | Modifica les dades a Wikidata |
|        | Parc de Llevant     | el Catllar | entitat singular de població                   | 390 hab  | 41° 09′ 13″ N, 1° 18′ 56″ E / 41.15349499°N,1.315612793°E 49 msnm            |           |                     | Modifica les dades a Wikidata |
|        | Pinalbert           | el Catllar | entitat singular de població                   | 71 hab   | 41° 09′ 23″ N, 1° 18′ 58″ E / 41.15652133439°N,1.3160271665907°E 57 msnm     |           |                     | Modifica les dades a Wikidata |
|        | Sant Roc            | el Catllar | entitat singular de població                   | 53 hab   | 41° 12′ 15″ N, 1° 17′ 46″ E / 41.2040616°N,1.296086311°E 173 msnm            |           |                     | Modifica les dades a Wikidata |
|        | Santa Tecla         | el Catllar | entitat singular de població                   | 18 hab   | 41° 11′ 59″ N, 1° 17′ 39″ E / 41.19958954°N,1.294047832°E 171 msnm           |           |                     | Modifica les dades a Wikidata |
|        | el Catllar          | el Catllar | entitat singular de població capital municipal | 1144 hab | 41° 10′ 32″ N, 1° 19′ 35″ E / 41.17541777°N,1.32628262°E 52 msnm             |           |                     | Modifica les dades a Wikidata |
|        | el Mas de Blanc     | el Catllar | entitat singular de població                   | 327 hab  | 41° 10′ 10″ N, 1° 18′ 30″ E / 41.1695581550647°N,1.3084564019551°E 115 msnm  |           |                     | Modifica les dades a Wikidata |
|        | el Mas de Cargol    | el Catllar | entitat singular de població                   | 99 hab   | 41° 10′ 33″ N, 1° 16′ 56″ E / 41.175837138165°N,1.2821527774039°E 137 msnm   |           |                     | Modifica les dades a Wikidata |
|        | el Mas de Cosme     | el Catllar | entitat singular de població                   | 17 hab   | 41° 11′ 25″ N, 1° 17′ 24″ E / 41.190367438606°N,1.2901196592793°E 170 msnm   |           |                     | Modifica les dades a Wikidata |
|        | el Mas de Gerembí   | el Catllar | entitat singular de població                   | 90 hab   | 41° 11′ 42″ N, 1° 17′ 50″ E / 41.194975355933°N,1.2971545854995°E 162 msnm   |           |                     | Modifica les dades a Wikidata |
|        | el Mas de Moragons  | el Catllar | entitat singular de població                   | 55 hab   | 41° 09′ 54″ N, 1° 16′ 36″ E / 41.16499744°N,1.27664566°E 139 msnm            |           |                     | Modifica les dades a Wikidata |
|        | el Mas de Pallarès  | el Catllar | entitat singular de població                   | 492 hab  | 41° 10′ 47″ N, 1° 16′ 57″ E / 41.17961491°N,1.28246069°E 163 msnm            |           |                     | Modifica les dades a Wikidata |
|        | el Mas de Panxer    | el Catllar | entitat singular de població                   | 66 hab   | 41° 09′ 02″ N, 1° 16′ 58″ E / 41.150626389223°N,1.2828112080924°E 148 msnm   |           |                     | Modifica les dades a Wikidata |
|        | el Mèdol            | el Catllar | entitat singular de població                   | 131 hab  | 41° 10′ 23″ N, 1° 16′ 56″ E / 41.1729893407085°N,1.28224942606482°E 159 msnm |           |                     | Modifica les dades a Wikidata |
|        | els Cocons          | el Catllar | entitat singular de població                   | 292 hab  | 41° 09′ 37″ N, 1° 19′ 19″ E / 41.160209900601°N,1.3218919712164°E 82 msnm    |           |                     | Modifica les dades a Wikidata |
|        | els Manous          | el Catllar | entitat singular de població                   | 256 hab  | 41° 09′ 22″ N, 1° 16′ 45″ E / 41.155975347982°N,1.2790962732645°E 110 msnm   |           |                     | Modifica les dades a Wikidata |
|        | l'Esplai Tarragoní  | el Catllar | entitat singular de població                   | 395 hab  | 41° 10′ 07″ N, 1° 16′ 52″ E / 41.168616298801°N,1.2811494523153°E 136 msnm   |           |                     | Modifica les dades a Wikidata |
|        | la Cativera         | el Catllar | entitat singular de població                   | 261 hab  | 41° 11′ 21″ N, 1° 20′ 25″ E / 41.189299208388°N,1.3402272590245°E 115 msnm   |           |                     | Modifica les dades a Wikidata |
|        | la Quadra           | el Catllar | entitat singular de població                   | 117 hab  | 41° 09′ 38″ N, 1° 17′ 19″ E / 41.1604904°N,1.288511753°E 102 msnm            |           |                     | Modifica les dades a Wikidata |

## església
| imatge | Nom                   | Ubicat a   | instància de | Detalls       | coordenades                                                        | Protecció                   | Commons (més fotos)   | Dades a WD                    |
| ------ | --------------------- | ---------- | ------------ | ------------- | ------------------------------------------------------------------ | --------------------------- | --------------------- | ----------------------------- |
|        | Sant Joan del Catllar | el Catllar | església     | Estil: barroc | 41° 10′ 30″ N, 1° 19′ 33″ E / 41.175°N,1.32576°E                   | bé cultural d'interès local | Sant Joan del Catllar | Modifica les dades a Wikidata |
|        | Sant Ramon            | el Catllar | església     |               | 41° 10′ 47″ N, 1° 19′ 42″ E / 41.1796592640972°N,1.3284521636986°E |                             |                       | Modifica les dades a Wikidata |

## masia
| imatge | Nom                  | Ubicat a   | instància de | Detalls | coordenades                                                         | Protecció | Commons (més fotos) | Dades a WD                    |
| ------ | -------------------- | ---------- | ------------ | ------- | ------------------------------------------------------------------- | --------- | ------------------- | ----------------------------- |
|        | Cup d'en Calixto     | el Catllar | masia        |         | 41° 10′ 35″ N, 1° 18′ 25″ E / 41.1764172690424°N,1.3069208518319°E  |           |                     | Modifica les dades a Wikidata |
|        | Mas Vilet dels Pins  | el Catllar | masia        |         | 41° 10′ 30″ N, 1° 18′ 03″ E / 41.1751099189627°N,1.30071968750758°E |           |                     | Modifica les dades a Wikidata |
|        | Mas d'Estiles        | el Catllar | masia        |         | 41° 11′ 43″ N, 1° 17′ 05″ E / 41.1953918631357°N,1.28474037730839°E |           |                     | Modifica les dades a Wikidata |
|        | Mas d'en Bernat      | el Catllar | masia        |         | 41° 11′ 17″ N, 1° 18′ 46″ E / 41.188000357236°N,1.3128359383669°E   |           |                     | Modifica les dades a Wikidata |
|        | Mas d'en Roget       | el Catllar | masia        |         | 41° 10′ 41″ N, 1° 19′ 30″ E / 41.1780418062778°N,1.3250001966644°E  |           |                     | Modifica les dades a Wikidata |
|        | Mas d'en Ros         | el Catllar | masia        |         | 41° 13′ 20″ N, 1° 18′ 48″ E / 41.2222780517488°N,1.31333758660546°E |           |                     | Modifica les dades a Wikidata |
|        | Mas d'en Terres      | el Catllar | masia        |         | 41° 11′ 36″ N, 1° 20′ 00″ E / 41.1933486475571°N,1.33329110964081°E |           |                     | Modifica les dades a Wikidata |
|        | Mas de Benet         | el Catllar | masia        |         | 41° 10′ 56″ N, 1° 18′ 52″ E / 41.18211341715°N,1.31452378730132°E   |           |                     | Modifica les dades a Wikidata |
|        | Mas de Blanc         | el Catllar | masia        |         | 41° 10′ 19″ N, 1° 18′ 38″ E / 41.1718662678885°N,1.31044737950241°E |           |                     | Modifica les dades a Wikidata |
|        | Mas de Brulles       | el Catllar | masia        |         | 41° 11′ 46″ N, 1° 17′ 20″ E / 41.1961912000707°N,1.28882174141341°E |           |                     | Modifica les dades a Wikidata |
|        | Mas de Calitja       | el Catllar | masia        |         | 41° 10′ 36″ N, 1° 18′ 17″ E / 41.1765394786382°N,1.30481951060619°E |           |                     | Modifica les dades a Wikidata |
|        | Mas de Calitxa       | el Catllar | masia        |         | 41° 09′ 48″ N, 1° 16′ 43″ E / 41.1633155138627°N,1.27864033277883°E |           |                     | Modifica les dades a Wikidata |
|        | Mas de Canyelles     | el Catllar | masia        |         | 41° 11′ 04″ N, 1° 18′ 25″ E / 41.184311308757°N,1.3069692299187°E   |           |                     | Modifica les dades a Wikidata |
|        | Mas de Cargol Caigut | el Catllar | masia        |         | 41° 10′ 21″ N, 1° 17′ 12″ E / 41.1724522978849°N,1.28670991461173°E |           |                     | Modifica les dades a Wikidata |
|        | Mas de Cosme         | el Catllar | masia        |         | 41° 11′ 24″ N, 1° 17′ 37″ E / 41.1900190626207°N,1.29353746653558°E |           |                     | Modifica les dades a Wikidata |
|        | Mas de Gerembí       | el Catllar | masia        |         | 41° 11′ 49″ N, 1° 17′ 42″ E / 41.1968956038997°N,1.29501644052006°E |           |                     | Modifica les dades a Wikidata |
|        | Mas de Magí          | el Catllar | masia        |         | 41° 10′ 55″ N, 1° 17′ 58″ E / 41.1820275058712°N,1.29949165363491°E |           |                     | Modifica les dades a Wikidata |
|        | Mas de Manyer        | el Catllar | masia        |         | 41° 10′ 50″ N, 1° 19′ 13″ E / 41.1804337805933°N,1.32039685182492°E |           |                     | Modifica les dades a Wikidata |
|        | Mas de Miró          | el Catllar | masia        |         | 41° 11′ 54″ N, 1° 17′ 49″ E / 41.1983738197645°N,1.29691000230574°E |           |                     | Modifica les dades a Wikidata |
|        | Mas de Moragues      | el Catllar | masia        |         | 41° 11′ 55″ N, 1° 18′ 42″ E / 41.1987269389666°N,1.31171241871405°E |           |                     | Modifica les dades a Wikidata |
|        | Mas de Neri          | el Catllar | masia        |         | 41° 11′ 07″ N, 1° 18′ 18″ E / 41.1852530184901°N,1.30504782890524°E |           |                     | Modifica les dades a Wikidata |
|        | Mas de Pasqual       | el Catllar | masia        |         | 41° 11′ 13″ N, 1° 19′ 24″ E / 41.1870049916554°N,1.32319783888755°E |           |                     | Modifica les dades a Wikidata |
|        | Mas de Pleix         | el Catllar | masia        |         | 41° 11′ 18″ N, 1° 17′ 25″ E / 41.1883320752851°N,1.2903261149965°E  |           |                     | Modifica les dades a Wikidata |
|        | Mas de Rabassó       | el Catllar | masia        |         | 41° 10′ 39″ N, 1° 17′ 25″ E / 41.1774427802122°N,1.29037094466951°E |           |                     | Modifica les dades a Wikidata |
|        | Mas de Salort        | el Catllar | masia        |         | 41° 10′ 01″ N, 1° 17′ 44″ E / 41.167028071921°N,1.295494606975°E    |           |                     | Modifica les dades a Wikidata |
|        | Mas de Teret         | el Catllar | masia        |         | 41° 11′ 18″ N, 1° 18′ 23″ E / 41.1882362051274°N,1.30638979472175°E |           |                     | Modifica les dades a Wikidata |
|        | Mas de Tocaboires    | el Catllar | masia        |         | 41° 11′ 55″ N, 1° 17′ 27″ E / 41.1985430713036°N,1.29070433310744°E |           |                     | Modifica les dades a Wikidata |
|        | Mas de Tolosa        | el Catllar | masia        |         | 41° 09′ 45″ N, 1° 17′ 20″ E / 41.1625115069236°N,1.28875676212354°E |           |                     | Modifica les dades a Wikidata |
|        | Mas de Toni          | el Catllar | masia        |         | 41° 09′ 48″ N, 1° 19′ 20″ E / 41.1633013044313°N,1.32222902765417°E |           |                     | Modifica les dades a Wikidata |
|        | Mas de Ventós        | el Catllar | masia        |         | 41° 10′ 54″ N, 1° 18′ 16″ E / 41.1816862609377°N,1.30444831449813°E |           |                     | Modifica les dades a Wikidata |
|        | Mas de Vicenç        | el Catllar | masia        |         | 41° 12′ 09″ N, 1° 18′ 12″ E / 41.2025683019586°N,1.30342031479115°E |           |                     | Modifica les dades a Wikidata |
|        | Mas de Xiviu         | el Catllar | masia        |         | 41° 10′ 48″ N, 1° 18′ 25″ E / 41.1799478957042°N,1.30690143962382°E |           |                     | Modifica les dades a Wikidata |
|        | Mas de la Cova       | el Catllar | masia        |         | 41° 09′ 50″ N, 1° 17′ 35″ E / 41.1637552178165°N,1.2930510768958°E  |           |                     | Modifica les dades a Wikidata |
|        | Mas de la Plana      | el Catllar | masia        |         | 41° 11′ 02″ N, 1° 18′ 26″ E / 41.1839694682317°N,1.30719128854465°E |           |                     | Modifica les dades a Wikidata |
|        | Mas dels Cocons      | el Catllar | masia        |         | 41° 10′ 03″ N, 1° 18′ 59″ E / 41.1675314892078°N,1.31644720945869°E |           |                     | Modifica les dades a Wikidata |
|        | Masia de Boronat     | el Catllar | masia        |         | 41° 10′ 47″ N, 1° 20′ 06″ E / 41.1795933636374°N,1.33509446585856°E |           |                     | Modifica les dades a Wikidata |
|        | Masia de Queralt     | el Catllar | masia        |         | 41° 10′ 21″ N, 1° 19′ 12″ E / 41.1725480802498°N,1.32010957743449°E |           |                     | Modifica les dades a Wikidata |
|        | Masieta de Salort    | el Catllar | masia        |         | 41° 10′ 51″ N, 1° 17′ 18″ E / 41.1809436403783°N,1.28834846190135°E |           |                     | Modifica les dades a Wikidata |
|        | l'Holandès           | el Catllar | masia        |         | 41° 10′ 32″ N, 1° 16′ 50″ E / 41.1756499173069°N,1.28066588881908°E |           |                     | Modifica les dades a Wikidata |

## muntanya
| imatge | Nom                    | Ubicat a              | instància de | Detalls | coordenades                                                   | Protecció | Commons (més fotos) | Dades a WD                    |
| ------ | ---------------------- | --------------------- | ------------ | ------- | ------------------------------------------------------------- | --------- | ------------------- | ----------------------------- |
|        | Alts de la Bassa Closa | el Catllar Tarragona  | muntanya     |         | 41° 08′ 57″ N, 1° 17′ 26″ E / 41.149167°N,1.290556°E 169 msnm |           |                     | Modifica les dades a Wikidata |
|        | les Creus              | la Secuita el Catllar | muntanya     |         | 41° 12′ 18″ N, 1° 17′ 15″ E / 41.2051°N,1.28754°E 187.8 msnm  |           |                     | Modifica les dades a Wikidata |

## nucli d'entitat singular de població
| imatge | Nom          | Ubicat a              | instància de                         | Detalls | coordenades                                                        | Protecció | Commons (més fotos) | Dades a WD                    |
| ------ | ------------ | --------------------- | ------------------------------------ | ------- | ------------------------------------------------------------------ | --------- | ------------------- | ----------------------------- |
|        | Mas d'Enric  | el Catllar els Manous | nucli d'entitat singular de població |         | 41° 09′ 09″ N, 1° 17′ 24″ E / 41.152533524293°N,1.2899116687663°E  |           |                     | Modifica les dades a Wikidata |
|        | els Manous 1 | els Manous el Catllar | nucli d'entitat singular de població | 128 hab | 41° 09′ 36″ N, 1° 16′ 51″ E / 41.15990075°N,1.280744076°E 110 msnm |           |                     | Modifica les dades a Wikidata |
|        | els Manous 2 | els Manous el Catllar | nucli d'entitat singular de població | 128 hab | 41° 09′ 22″ N, 1° 16′ 40″ E / 41.15597497°N,1.27784729°E 138 msnm  |           |                     | Modifica les dades a Wikidata |
|        | els Manous 3 | els Manous el Catllar | nucli d'entitat singular de població |         |                                                                    |           |                     | Modifica les dades a Wikidata |

## nucli de població
| imatge | Nom              | Ubicat a   | instància de                                           | Detalls | coordenades                                                       | Protecció | Commons (més fotos) | Dades a WD                    |
| ------ | ---------------- | ---------- | ------------------------------------------------------ | ------- | ----------------------------------------------------------------- | --------- | ------------------- | ----------------------------- |
|        | Cinc Estrelles   | el Catllar | nucli de població                                      |         | 41° 10′ 46″ N, 1° 17′ 04″ E / 41.179474201267°N,1.2844421089748°E |           |                     | Modifica les dades a Wikidata |
|        | Masia de Boronat | el Catllar | nucli de població nucli d'entitat singular de població | 97 hab  | 41° 10′ 34″ N, 1° 20′ 01″ E / 41.17599719°N,1.333680153°E 72 msnm |           |                     | Modifica les dades a Wikidata |

## Misc
| imatge | Nom                           | Ubicat a                                     | instància de                                                                       | Detalls                                        | coordenades                                                                       | Protecció                                            | Commons (més fotos)           | Dades a WD                    |
| ------ | ----------------------------- | -------------------------------------------- | ---------------------------------------------------------------------------------- | ---------------------------------------------- | --------------------------------------------------------------------------------- | ---------------------------------------------------- | ----------------------------- | ----------------------------- |
|        | Fàbrica de paper              | el Catllar                                   | edifici                                                                            | Estil: arquitectura popular                    | 41° 10′ 45″ N, 1° 19′ 42″ E / 41.179265°N,1.328426°E                              | bé integrant del patrimoni cultural català           | Fàbrica de paper (el Catllar) | Modifica les dades a Wikidata |
|        | Gurugú                        | el Catllar                                   | vèrtex geodèsic                                                                    | Alt: 1.2m                                      | 41° 08′ 57″ N, 1° 17′ 27″ E / 41.149139°N,1.29073°E 176.702 msnm                  |                                                      |                               | Modifica les dades a Wikidata |
|        | L'Agulla                      | el Catllar                                   | torre de defensa                                                                   | Estil: arquitectura popular                    | 41° 10′ 38″ N, 1° 19′ 35″ E / 41.177206°N,1.326261°E ca:Camí de l'Agulla          | bé integrant del patrimoni cultural català           | L'Agulla (el Catllar)         | Modifica les dades a Wikidata |
|        | Molí del Fortuny              | el Catllar                                   | molí d'aigua                                                                       | Estil: arquitectura popular                    | 41° 10′ 23″ N, 1° 20′ 27″ E / 41.173164°N,1.34078°E                               | bé integrant del patrimoni cultural català           | Molí del Fortuny (el Catllar) | Modifica les dades a Wikidata |
|        | Pont del Mas de la Creu       | el Catllar                                   | pont                                                                               |                                                | 41° 09′ 03″ N, 1° 18′ 57″ E / 41.1507126078757°N,1.31569787950054°E               |                                                      |                               | Modifica les dades a Wikidata |
|        | Túnel de Mas de Pleix         | el Catllar                                   | túnel                                                                              |                                                | 41° 11′ 18″ N, 1° 17′ 33″ E / 41.1884013420741°N,1.29256596740802°E               |                                                      |                               | Modifica les dades a Wikidata |
|        | casa consistorial del Catllar | el Catllar                                   | casa consistorial                                                                  |                                                | 41° 10′ 32″ N, 1° 19′ 34″ E / 41.1754513°N,1.3262455°E                            |                                                      |                               | Modifica les dades a Wikidata |
|        | castell del Catllar           | el Catllar                                   | castell                                                                            | Estil: arquitectura romànica                   | 41° 10′ 32″ N, 1° 19′ 28″ E / 41.175477°N,1.324469°E ca:Plaça del Castell 64 msnm | bé d'interès cultural bé cultural d'interès nacional | Castell del Catllar           | Modifica les dades a Wikidata |
|        | estació de Catllar            | el Catllar                                   | estació de ferrocarril                                                             | Estat: enderrocat o destruït                   | 41° 10′ 35″ N, 1° 20′ 14″ E / 41.1765°N,1.3371111111111111°E                      |                                                      |                               | Modifica les dades a Wikidata |
|        | pantà del Catllar             | Tarragonès el Catllar Vespella de Gaià Renau | embassament                                                                        | Superfície: 362ha Volum: 60.4hm³ Conca: 390km² | 41° 11′ 47″ N, 1° 19′ 38″ E / 41.196438°N,1.327112°E                              |                                                      | Pantà del Catllar             | Modifica les dades a Wikidata |
|        | presa del Catllar             | el Catllar                                   | presa de terres presa de gravetat Ús: energia hidroelèctrica regadiu aigua potable | Llarg: 384m Alt: 79m Volum: 1500000m³          | 41° 11′ 43″ N, 1° 19′ 41″ E / 41.19537°N,1.328045°E 161 52 msnm                   |                                                      |                               | Modifica les dades a Wikidata |